# Адаменко, Василий Васильевич
Васи́лий Васи́льевич Ада́менко (1908 — 14 декабря 1943) — участник Великой Отечественной войны, помощник командира взвода 1118-го стрелкового полка 333-й стрелковой дивизии 6-й армии 3-го Украинского фронта, Герой Советского Союза (1944), сержант.

## Биография
Родился в 1908 году в селе Первозвановка (ныне в Днепропетровской области) в семье крестьянина. Образование начальное. Работал в колхозе.
В Красной армии с сентября 1943 года, с того же времени на фронте. Участвовал в освобождении Днепропетровской и Запорожской областей, форсировании Днепра в октябре 1943 года в районе села Войсковое (Солонянский район Днепропетровской области).
26 ноября 1943 года при форсировании Днепра в районе села Каневское (Запорожский район Запорожской области) помощник командира взвода 1118-го стрелкового полка 333-й стрелковой дивизии 6-й армии 3-го Украинского фронта сержант Адаменко под огнём противника переправился на правый берег и вступил в бой. Когда погиб командир взвода — заменил его. В рукопашной схватке за овладение первой траншеей взвод под его командованием уничтожил до 20 солдат и офицеров противника, отразил контратаку роты гитлеровцев.
В боях за село и расширение плацдарма заменил выбывшего из строя командира роты. Рота под его командованием заняла вторую линию траншей и отбила пять контратак врага, нанесла ему ощутимый урон. Будучи ранен, сержант Адаменко не покинул поля боя и удержал позиции до подхода основных сил.
14 декабря 1943 года в одном из боёв на территории Запорожской области сержант Адаменко погиб.
Указом Президиума Верховного Совета СССР от 22 февраля 1944 года за мужество, отвагу и героизм, проявленные в борьбе с немецко-фашистскими захватчиками, сержанту Адаменко Василию Васильевичу присвоено звание Героя Советского Союза.

## Награды
- Медаль «Золотая Звезда» Героя Советского Союза
- Орден Ленина

## Память
- На братской могиле в селе Каневском, где похоронен Герой, установлен памятник
- Улица носит имя Героя в посёлке Славгороде в Синельниковском районе Днепропетровской области
- На стеле мемориального комплекса в селе Тургеневке в Синельниковском районе Днепропетровской области высечено имя В. В. Адаменко.